# Calotes nigrilabris
Calotes nigrilabris — представник роду Калотів з родини Агамових. Інша назва «чорнощока ящірка».

## Опис
Загальна довжина 40 см. Голова довга, витягнута, стиснута з боків, щоки опуклі. Від очей тягнеться рядок з 5—9 стиснутих шипів. Тулуб стиснутий, спинна луска дещо кілевата. Навколо середини тулуба тягнеться рядок з 42—50 лусок. Горлова торба не розвинена. Потиличний та спинний гребені безперервні, які складаються з ланцетних шипів. Кінцівки помірного розміру, задні довше за передні. Хвіст довгий та тонкий, вкритий великого кілеватою лускою По середині хвоста тягнеться невеличкий гребінець.
Колір шкіри зелений, з боків білуватий або червонуватий. Голова посередині, губи та щоки чорного забарвлення. Від вуха до плеча з кожного боку тягнеться смуга білого або блідо блакитно—зеленого кольору. Хребет іноді червонуватого або коричнюватого кольору. Основа хвоста темно—оливкова або коричнева.

## Спосіб життя
Полюбляє гірські, вологі ліси, високогірні луки. Зустрічається на висоті 1000 м над рівнем моря. Більшу частину життя проводить на деревах, ховаючись на стовбурах дерев та чагарниках. Активний вдень. Харчується комахами, хробаками.
Це яйцекладна ящірка. Самиця у грудні відкладає 2 яйця.

## Розповсюдження
Це ендемік о. Шрі-Ланка. Мешкає у лісі Кнуклес, місцевостях Хортон Плейнс, пасовищах навколо Нувара Елія, Хакгала.